# Streblorrhiza
Streblorrhiza là một chi thực vật có hoa trong họ Đậu.